# Aristadromips aberdaresensis
Aristadromips aberdaresensis är en spindeldjursart som beskrevs av Moraes, Zannou och Oliveira 2007. Aristadromips aberdaresensis ingår i släktet Aristadromips och familjen Phytoseiidae. Inga underarter finns listade i Catalogue of Life.